# 比利亞爾瓦市

比利亞爾瓦市（西班牙語：Municipio Villalba），是委內瑞拉的一個市，位於該國北部新埃斯帕塔州，首府設於聖彼德羅德科切，始建於1974年7月29日，面積55平方公里，2010年人口8,756，人口密度每平方公里149.85人。